# Пешодье
Пешодье́ (фр. Péchaudier, окс. Puèjaudièr) — коммуна во Франции, находится в регионе Юг — Пиренеи. Департамент — Тарн. Входит в состав кантона Лавор-Кокань. Округ коммуны — Кастр.
Код INSEE коммуны — 81205.

## География

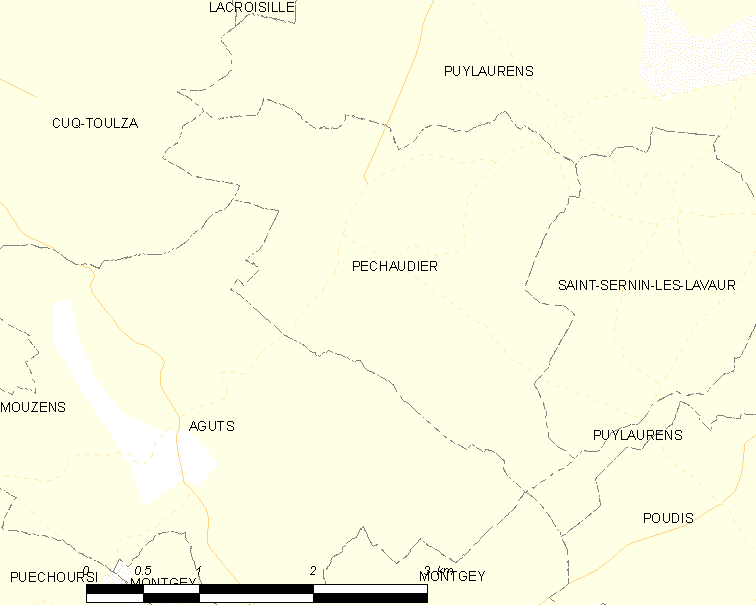
Карта коммуны

Коммуна расположена приблизительно в 600 км к югу от Парижа, в 45 км восточнее Тулузы, в 50 км к югу от Альби.

## Климат
Климат умеренно-океанический. Зима мягкая и дождливая, лето жаркое с частыми грозами. Ветры довольно редки.

## Население
Население коммуны на 2010 год составляло 180 человек.
| 1962 | 1968 | 1975 | 1982 | 1990 | 1999 | 2010 |
| ---- | ---- | ---- | ---- | ---- | ---- | ---- |
| 205  | 193  | 168  | 170  | 164  | 185  | 180  |

## Администрация
| Период | Период | Фамилия      | Партия | Примечания |
| ------ | ------ | ------------ | ------ | ---------- |
| 2001   | 2008   | Эме Буке     |        |            |
| 2008   | 2020   | Ален Жиронис |        |            |

## Экономика
В 2007 году среди 121 человека в трудоспособном возрасте (15—64 лет) 80 были экономически активными, 41 — неактивными (показатель активности — 66,1 %, в 1999 году было 69,2 %). Из 80 активных работали 76 человек (38 мужчин и 38 женщин), безработных было 4 (3 мужчин и 1 женщина). Среди 41 неактивных 13 человек были учениками или студентами, 18 — пенсионерами, 10 были неактивными по другим причинам.